# Río Fraser
El río Fraser es el río más largo de Columbia Británica, en Canadá, con más de 1375 km de longitud, el décimo río más largo de Canadá. Se localiza completamente dentro de la provincia de Columbia Británica y drena una cuenca de 220 000 km². Nace en el paso Fraser, cerca del monte Robson, en las Montañas Rocosas Canadienses y desemboca en el océano Pacífico en el estrecho de Georgia, en la ciudad de Vancouver. El delta del río se ubica en la región metropolitana de Vancouver.
La descarga anual del río en su desembocadura es de 112 km³, entre ellos 20 millones de toneladas de sedimentos. El estuario del río Fraser fue incluido en la red hemisférica de reservas para aves playeras por Western Hemisphere Shorebird Reserve Network (WHSRN; en español, red hemisférica de reservas para aves litorales) por su valor para las aves migratorias.
El río lleva el nombre del explorador y comerciante de pieles Simon Fraser, quien dirigió una expedición en 1808 para la Compañía del Noroeste desde el sitio de la actual Prince George hasta la desembocadura del río.
El nombre del río en lengua halqeymelem (río arriba de Halkomelem) es Sto:lo, a menudo en su forma arcaica como Staulo, y ha sido adoptado por los pueblos de habla halkomelem del Lower Mainland como su nombre colectivo, Sto:lo. El nombre del río en lengu Dakelh es Lhtakoh.
El río fue declarado en 1998 integrante del Sistema de ríos del patrimonio canadiense, siendo el más largo de todos los tramos declarados.

## Geografía

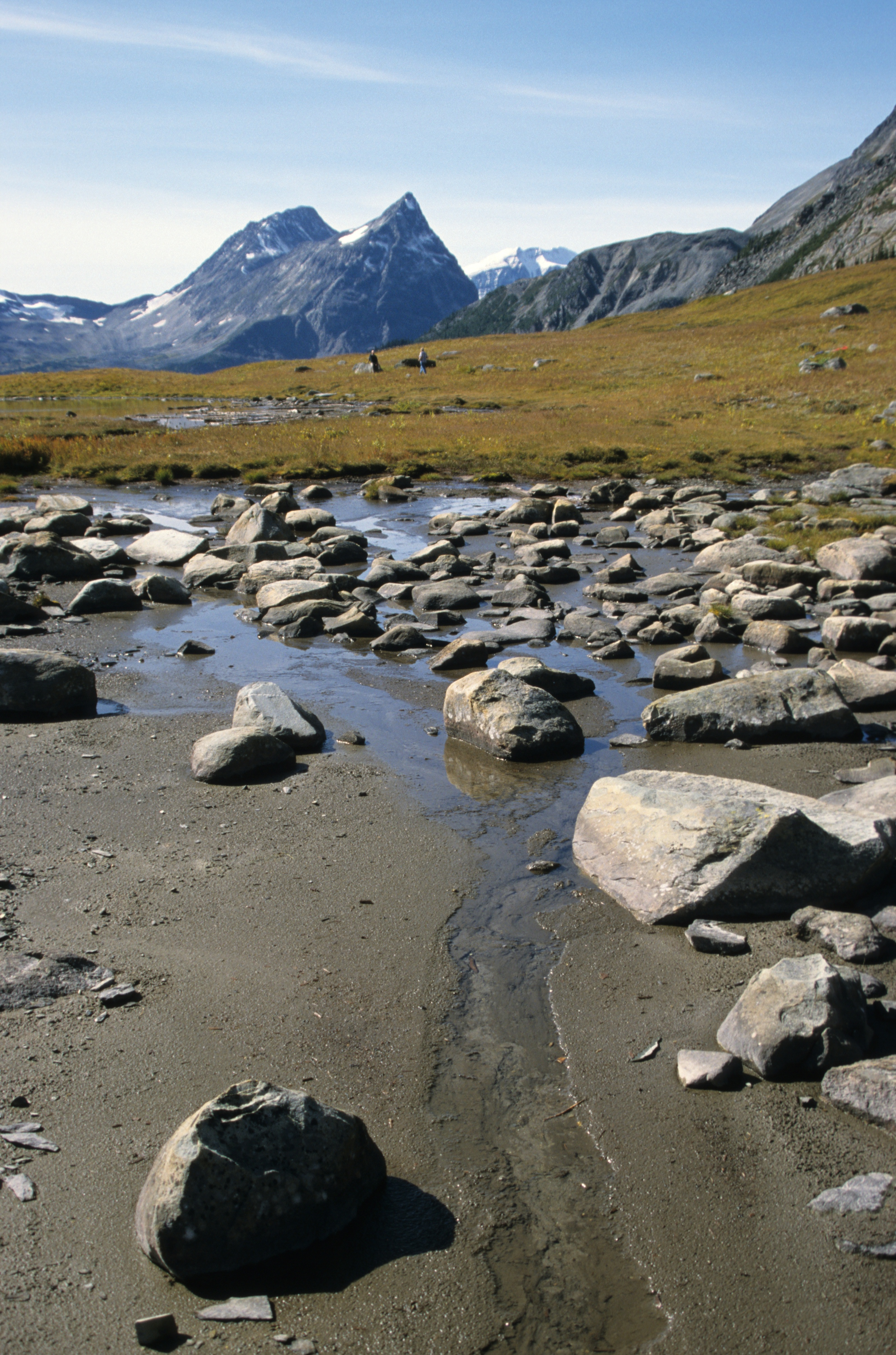
Fuente del río Fraser en el paso Fraser

El río Fraser tiene su fuente es un manantial que gotea en el paso Fraser (2015 m), cerca de la divisoria continental, en un punto que divide las cuencas del Pacífico del río Columbia y el Fraser, en una zona está incluida en el ámbito del parque nacional Jasper. El pequeño río se encamina hacia el norte hasta alcanzar la Yellowhead Highway (BC 16), casi por debajo del pequeño embalse del lago Yellowhead. Ingresa el río en el valle de Robson, en la fosa de las Montañas Rocosas. Aquí se vuelve al noroeste, pasando por el lago Moose y por la margen izquierda del monte Robson, todo ello dentro del parque provincial Monte Robson, establecido en 1913 y declarado Patrimonio de la Humanidad en 1990. Sigue y recibe a su primer afluente de cierta importancia, el río McLennan, que le aborda por la margen izquierda llegando desde el sureste en un punto en que también confluye con la carretera 5, cerca de Valemount. Continua su lento avance al noroeste en un curso sinuoso con muchos y cortos meandros, pasando por la pequeña localidad de McBride y las áreas protegidas de West Wind y Sugarbowl Grizzly Den. Después de avanzar al noroeste pasados los 54°N, hace un giro brusco hacia el sur en Giscome Portage (un corto portage de unos 10 km que permite acceder al río Peace, en la cuenca ártica del río Mackenzie), reuniéndose con el río Nechako (516 km) en la ciudad de Prince George (71 273 hab. en 2011), la más importante de este curso alto.
Continua el Fraser al sur, acompañado por la carretera 97, pasando por el parque provincial Fraser River, donde recibe por la izquierda, llegando del sureste, al arroyo Hixon. Tras recibir al río Cottonwood alcanza enseguida la ciudad de Quesnel (10 007 hab. en 2011), donde recibe al homónimo río Quesnel (100 km), que le aborda por la margen izquierda. Prosigue su discurrir al sur, por una zona apenas poblada en la que pasa por el parque provincial Junction Shhep Range, justo en la confluencia con el río Chilcotin (241 km), cerca de la ciudad de Williams Lake (10 832 hab.), algo al sur.

### Cañón del Fraser

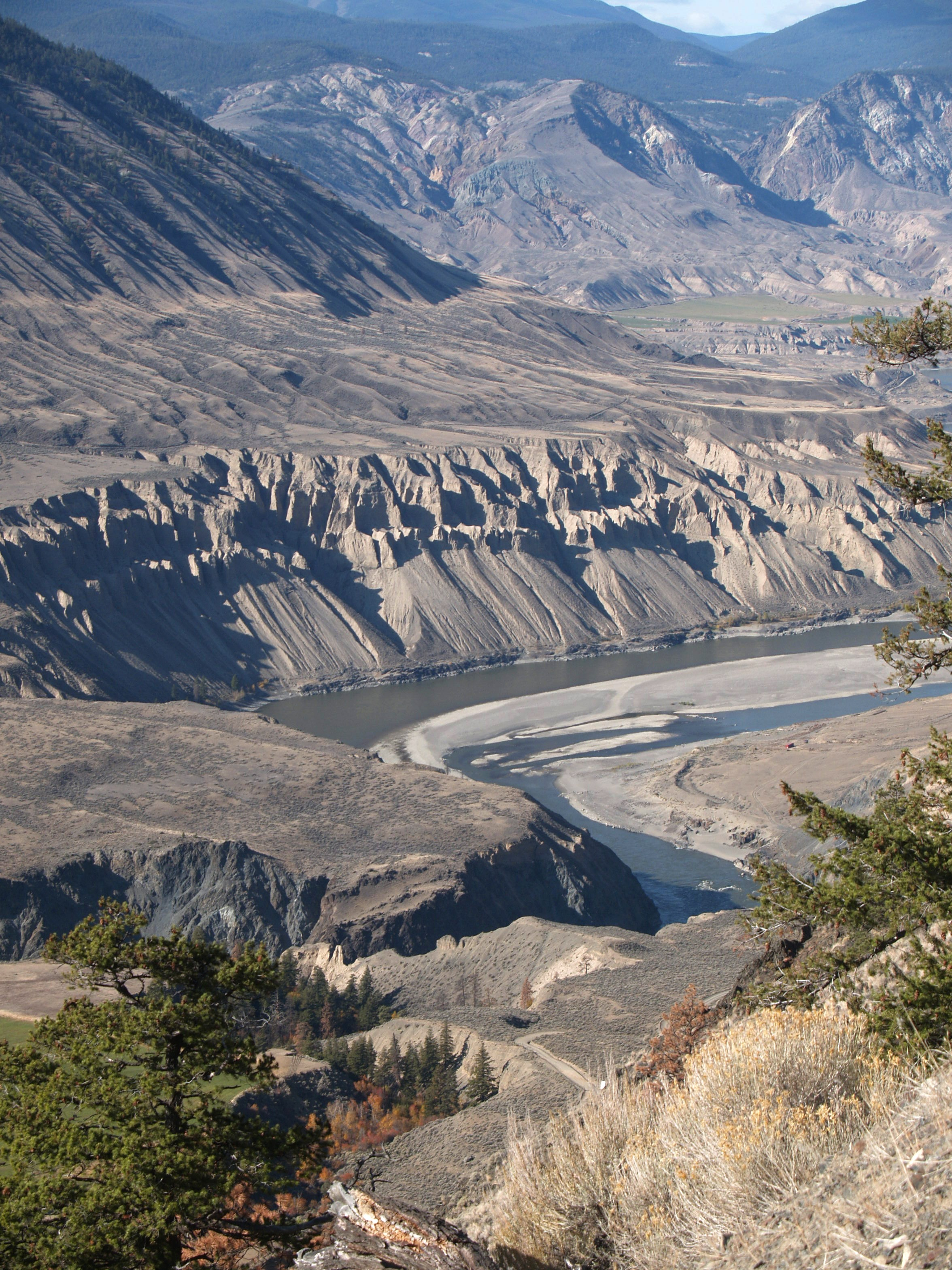
Meseta en el valle del Fraser, en Cougar Point

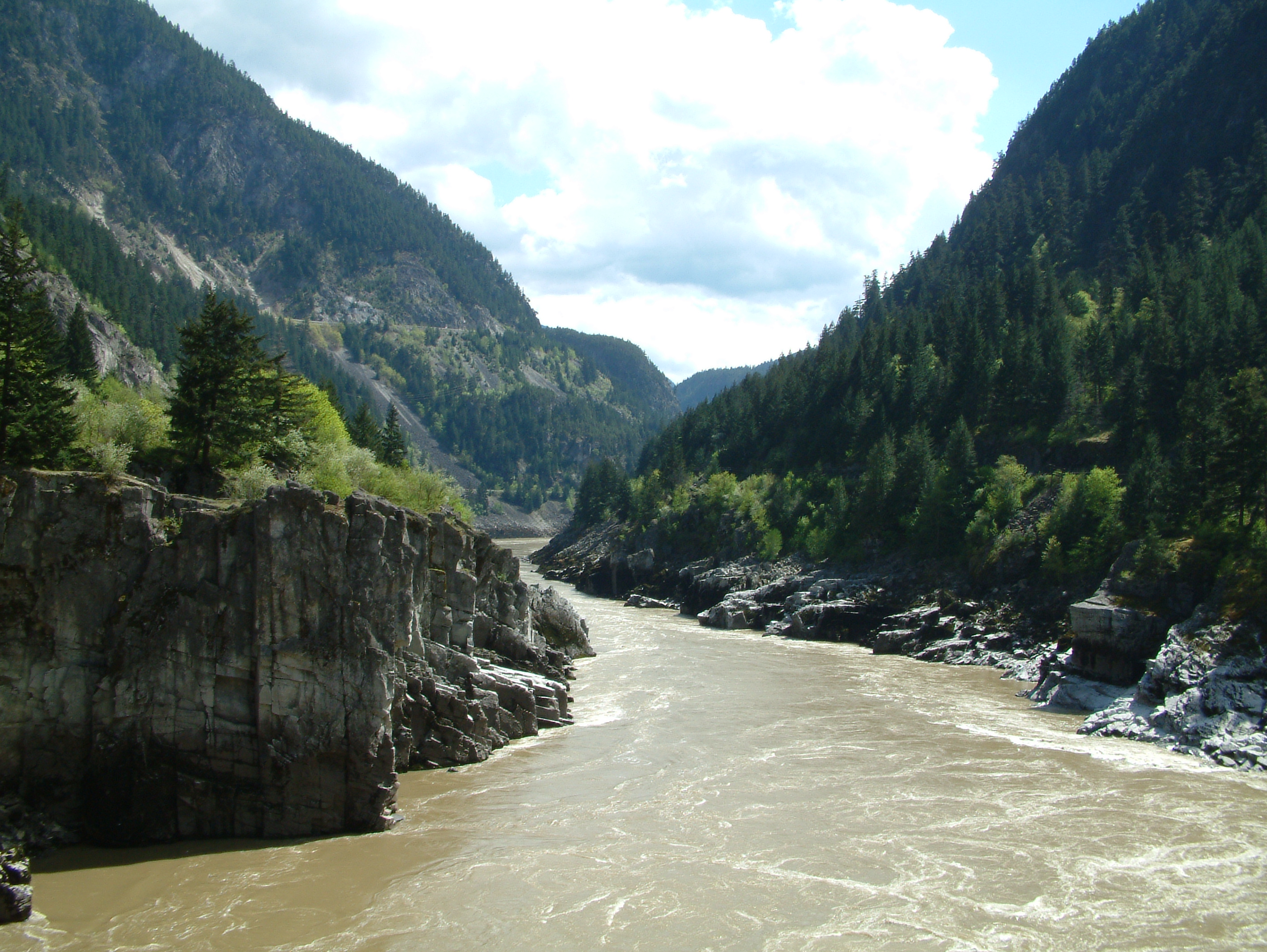
Hells Gate [puerta del infierno], el inicio del cañón del Fraser

A partir de aquí el río sigue su avance en la misma dirección cortando progresivamente más y más profundamente la meseta del Fraser, en un tramo que se conoce como el cañón Fraser, de unos 270 km de longitud. En este tramo el Fraser llega al área protegida de Chun Creek, donde recibe al río Kingcome y al arroyo Churn. Continúa por el parque provincial de Edge Hills y luego de recibir por la derecha al río Bridge llega a la pequeña ciudad de Lilloet (2321 hab. en 2011), en la confluencia con el arroyo Cayoosh y el río Seton. Sigue al sur y recibe, por la margen derecha, al río Stein, y al poco, por la otra margen, al río Thompson (489 km), en cuya confluencia está la pequeña localidad de Lytton ( hab. en 2011). A partir de aquí el río es acompañado por la Trans Canadian Higway.
Desde el sur de Lytton corre por un cañón cada vez más profundo entre las cordilleras de Lillooet de las montañas Costeras, en el oeste, y la cordillera de las Cascadas, en el este. La Hell's Gate (Puerta del Infierno), situada inmediatamente aguas abajo de la ciudad de Boston Bar, es una parte famosa del cañón donde las paredes se estrechan de manera espectacular, forzando todo el caudal del río a través de una ranura de solo 35 m de ancho. Un teleférico lleva a los visitantes sobre el río; el accidente no es visible desde la carretera principal. Simon Fraser se vio obligado a hacer un portage en esta garganta en su viaje a través del cañón, en junio de 1808. Tras abordarle por la izquierda el río Nahatlatch, el Fraser alcanza la pequeña localidad de Yale (186 hab. en 2006), el inicio de la parte navegable, donde el cañón se abre. El tramo entre Lytton y Yale fue una de las secciones de la ruta Cariboo, que permitió el acceso a los mineros a las zonas auríferas desde la década de 1860.

### Curso bajo
Pasado Yale el río Fraser es más ancho, atravesando una zona de tierras bajas contiguas hasta llegar a Hope, (5969 hab.), en la confluencia con el río Coquihalla (55 km). Aquí el río se vuelve hacia el suroeste, a unos 64 km al norte del paralelo 49°N (frontera entre Canadá y los Estados Unidos), avanzando por un valle frondoso de tierras bajas, conocido como el valle del Fraser. Pasa por la pequeña ciudad de Agassiz (6077 hab. en 2005), en la confluencia por la derecha del río Harrison (177 km, incluido el río Lillooet) y luego llega a Chilliwack (77 936 hab., la sede del distrito regional de Fraser Valley, emplazada en la confluencia por la izquierda del río Sumas(58 km), casi en la confluencia de este último con el homonímo río Chilliwack (80 km).
El Fraser dobla hacia el oeste y llega a la ciudad de Abbotsford (133 497 hab.) y Mission (36 426 hab. en 2011), ya en el área metropolitana de Vancouver. Pasa después por Fort Langley, Mapple Ridge y Coquitlam, en la confluencia por la derecha del río Pitt. Sigue hasta New Westminster (65 976 hab.), donde se divide en un brazo del Norte, que es el límite sur de la ciudad de Vancouver, y el Brazo Sur, que divide la ciudad de Richmond de la de Delta.

### Tramo final
El Fraser forma un delta donde desemboca en el estrecho de Georgia entre el continente y la isla de Vancouver. Las tierras al sur de la ciudad de Vancouver se asientan en una llanura de inundación llana, en la que el río ha formado importantes islas. La ciudad de Richmond se ha construido en la isla más grande del Fraser, isla Lulu y también sobre la isla Sea, que es la ubicación del aeropuerto de Vancouver. En el extremo oriental de la isla de Lulu está dentro de la ciudad de New Westminster y se llama Queensborough. En este tramo final hay otras islas más pequeñas, como Annacis —una importante zona industrial y portuaria, que se sitúa al sureste del extremo oriental de la isla de Lulu— Barnston, Matsqui, Nicomen  y Sea Bird (Isla de los Pájaros). Hay algunas islas situadas en el lado exterior del estuario, sobre todo la isla Westham, una preserva de aves, y la isla de Iona, ubicación de las principales plantas de aguas residuales de la ciudad de Vancouver.
Si bien la gran mayoría de la cuenca del río pertenece a la Columbia Británica, una pequeña parte se encuentra al otro lado de la frontera internacional, en Washington, en los Estados Unidos, a saber, los tramos superiores del afluente Chilliwack y miniatura. La mayor parte de las tierras bajas del condado de Whatcom, Washington es parte de las Tierras Bajas del Fraser y fue formada también por los sedimentos depositados por el Fraser, aunque la mayor parte del condado no se encuentra en la cuenca de drenaje del Fraser.
Al igual que en el cañón del río Columbia al este de Portland, Oregón, el Fraser explota una hendidura topográfica entre dos cadenas montañosas que separan un clima más continental (en este caso, el de la Columbia Británica Interior) de un clima más suave cerca de la costa. Cuando un área de alta presión del Ártico se mueve en la Columbia Británica Interior y una relativamente área de baja presión se acumula sobre el general de Puget Sound y la región del estrecho de Georgia, el aire frío del Ártico se acelera hacia el suroeste a través del cañón del Fraser. Estos vientos salientes pueden alcanzar ráfagas de 100 a 130 km/h y en ocasiones superan los 160 km/h. Estos vientos alcanzan con frecuencia Bellingham y las islas San Juan, ganando fuerza sobre las aguas abiertas del estrecho de Juan de Fuca.
El estuario en la desembocadura del río es un lugar de importancia hemisférica en la Red Hemisférica de Reservas para Aves Playeras.Western Hemisphere Shorebird Reserve Network.

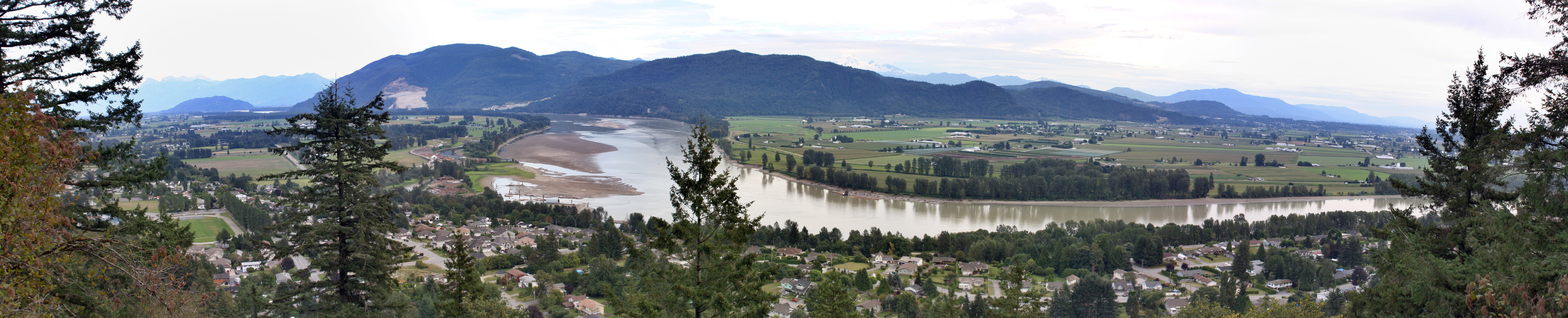
Vista panorámica del río Fraser desde los terrenos de Westminster Abbey, sobre Hatzic en Mission. Sumas Mountain al fondo.

## Caudal
Con un caudal medio en la desembocadura de unos 3475 m³/s, el Fraser es el río más caudaloso de la vertiente del Pacífico de Canadá y el quinto del país. El caudal medio es altamente estacional; las tasas de descarga en el verano pueden ser diez veces mayores que el caudal durante el invierno.
El caudal más alto registrado en el Fraser, en junio de 1894, se estima que fue de 17 000 m³/s en Hope. Fue calculado utilizando las marcas de agua alta cerca de la estación hidrométrica en Hope y diversos métodos estadísticos. En 1948 el Consejo del río Fraser adoptó la estimación para las inundaciones de 1894. Sigue siendo el valor especificado por las agencias reguladoras para todo el trabajo de control de inundaciones en el río. Otros estudios y modelos hidráulicos han estimado que el caudal máximo de agua del río Fraser, en Hope durante las inundaciones de 1894, dentro de un rango de alrededor de 16.000 a 18 000 m³/s.

## Historia

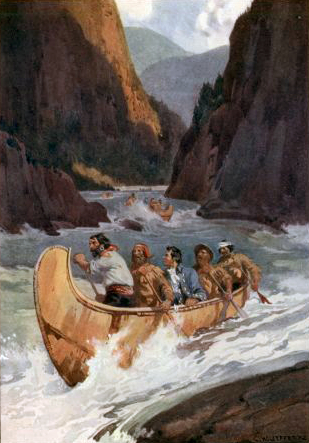
Acuarela del descenso de Simon Fraser de 1808 por el río Fraser

El 14 de junio de 1792, los exploradores españoles Dionisio Alcalá Galiano y Cayetano Valdés entraron y anclaron en el brazo norte del río Fraser, convirtiéndose en los primeros europeos en encontrar el río y entrar en él. La existencia del río, pero no su localización, había sido deducida durante el viaje de 1791 de José María Narváez, bajo las órdenes de Francisco de Eliza.
Las partes altas del río Fraser fueron exploradas por primera vez por sir Alexander MacKenzie en 1793 y totalmente cartografiadas por Simon Fraser en 1808, que confirmó que no estaba conectado con el río Columbia, como él esperaba.
En 1828 George Simpson visitó el río, principalmente para examinar Fort Langley y determinar si sería adecuado como principal depósito de la Compañía de la Bahía de Hudson en el Pacífico. Simpson esperaba que el río Fraser pudiera ser navegable en toda su longitud, a pesar de que Simon Fraser lo había descrito como no navegable. Simpson viajó por el río y por el cañón del Fraser y después escribió "Consideraría el descenso del pasaje, para hallar ciertamente la Muerte, en nueve de diez intentos. Voy por lo tanto a no hablar más de él como una corriente navegable". "I should consider the passage down, to be certain Death, in nine attempts out of Ten. I shall therefore no longer talk about it as a navigable stream". Su viaje por el río le convenció de que Fort Langley no podía sustituir a Fort Vancouver como depósito principal de la empresa en la costa del Pacífico.
Gran parte de la historia de la Columbia Británica está ligada al Fraser, en parte porque era la ruta esencial entre el Interior y la Baja Costa tras la pérdida de las tierras al sur del paralelo 49° con el Tratado de Oregón de 1846. Fue el lugar de los primeros establecimientos registrados de aborígenes (ver Musqueam, Sto:lo, St'at'imc, Secwepemc y Nlaka'pamux), la ruta que siguieron de multitudes de buscadores de oro durante la fiebre del oro del cañón del Fraser y el principal vehículo del temprano comercio e industria de la provincia.

## Usos

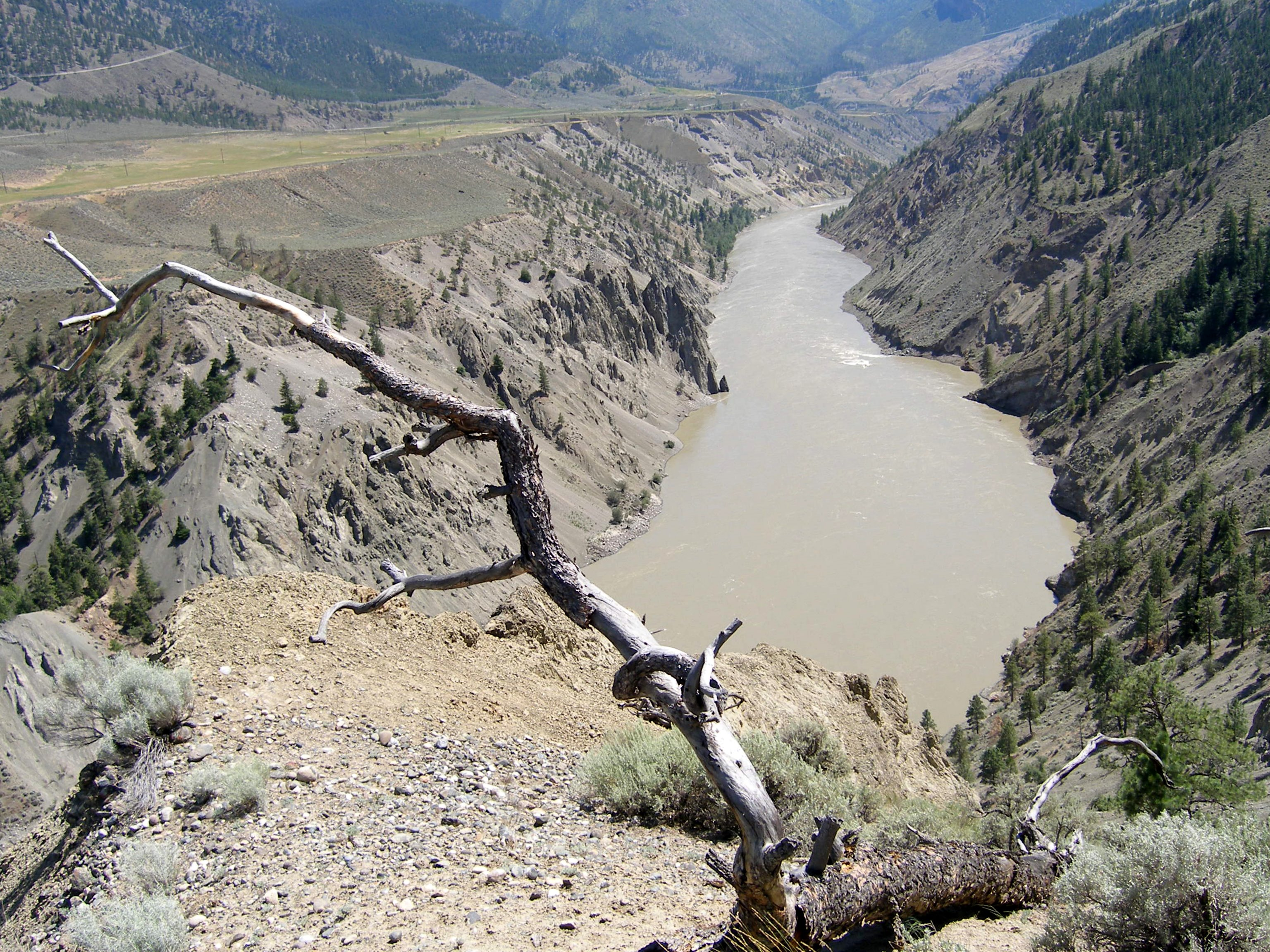
El río Fraser en el área de Glen Fraser, unos 25 m aguas arriba de Lillooet

El Fraser está muy explotado por actividades humanas, sobre todo en su curso inferior. Sus orillas son ricas tierras de cultivo, el agua es utilizada por las plantas de celulosa, y algunas represas en algunos afluentes proporcionan energía hidroeléctrica. El curso principal del Fraser nunca ha sido represado en parte debido a que su alto nivel de flujo de sedimentos se traduciría en una corta vida para esa presa, y principalmente debido a la fuerte oposición de la industria pesquera y otras preocupaciones ambientales. En 1858, el río Fraser y sus alrededores estaban ocupados cuando la fiebre del oro llegó al cañón del Fraser.
El delta fluvial del Fraser, especialmente en el área de Boundary Bay, es una parada importante para las aves playeras migratorias.
La Fraser Herald, una posición regional dentro de la Autoridad Heráldica de Canadá lleva el nombre del río.

## Pesquerías
El río Fraser es conocido por la pesca del esturión blanco. Un típico esturión blanco capturado pesa entre 14 a 45 kg.[cita requerida] Un enorme esturión blanco con un peso estimado de 500 kg y de 3,76 m de longitud fue capturado y puesto en libertad el río Fraser, en julio de 2012. Se cree que es el mayor pez de agua dulce jamás capturado con caña y carrete en América del Norte y posiblemente el más antiguo.

## Inundaciones
Después de la colonización europea, la primera inundación desastrosa en el valle de Fraser se produjo en 1894. Sin protección contra las crecidas de aguas del río, las comunidades del valle aguas abajo de Chilliwack quedaron inundados por el agua. En las inundaciones 1894, la marca de agua en la Misión llegó a 7,85 m.
Después de la inundación 1894, se construyó a lo largo del valle de Fraser un sistema de diques. Los proyectos de construcción de diques y drenaje mejoraron en gran medida los problemas de las inundaciones, pero lamentablemente, con el tiempo, no se extremó el mantenimiento de los diques, que se vieron obturados en exceso con arbustos y árboles. Habiendo sido algunos diques construidos con una estructura de madera, cedieron en 1948 en varios lugares ocasionando la segunda inundación desastrosa. Las inundaciones desde 1948 han sido menores en comparación.

### Inundación de 1948
En 1948 se produjo la inundación masiva de Chilliwack y otras áreas a lo largo del río Fraser. La marca de aguas altas en Mission se elevó hasta los 7,5 m. La inundación se desarrolló así:
- a lo largo del largo fin de semana del 24 de mayo, las aguas del Fraser comenzaron a crecer de manera constante, pero solo unos pocos pensaron que existía verdadero peligro;
- el 28 de mayo se rompió el dique del arroyo Semiault;
- el 29 de mayo los diques cerca de Glendale (ahora Cottonwood Corners) cedieron y en cuatro días, 49 km² de tierras fértiles quedaron bajo el agua;
- el 1 de junio se rompió el dique de Cannor (al este del canal Vedder cerca de la Trans Canada Highway) y se liberaron toneladas de agua en el área de Greendale, destruyendo casas y campos.
- el 3 de junio el vapor Gladys abasteció Chilliwack, afectada por las inundaciones, con tiendas de campaña y provisiones, trasladando a personas y ganado a terrenos elevados.

#### Causas de la inundación de 1948
Las bajas temperaturas durante marzo, abril y principios de mayo habían retrasado el deshielo de la capa de nieve pesada que se había acumulado durante la temporada de invierno. Varios días calientes y de cálidas lluvias durante el fin de semana a finales de mayo aceleraron tal deshielo. Los ríos y arroyos crecieron rápidamente con la escorrentía de primavera, alcanzando alturas solo superadas en 1894. Por último, los sistemas de diques en mal estado no lograron contener las aguas.
En el momento álgido de la inundación, 200 km² estaban bajo el agua. Los diques se rompieron en Agassiz, Chiliwack, isla Nicomen, Glen Valley y Matsqui. Cuando las aguas retrocedieron un mes más tarde, 16.000 personas habían sido evacuadas, los daños ascendieron a $20 millones.

### Posteriores inundaciones
Debido a una acumulación récord de nieve en las montañas en la cuenca del Fraser, junto con un momento de fuertes lluvias, en 2007 los niveles de agua en el Fraser se elevaron a cotas no alcanzadas desde 1972. Las tierra bajas en algunas zonas río arriba como Prince George sufrieron inundaciones menores. Se dieron alertas de evacuación en las zonas bajas no protegidas por diques en el Lower Mainland. Sin embargo, los niveles de agua no superaron los diques y se evitaron las grandes inundaciones.

## Afluentes
Los principales afluentes del Fraser, recogidos aguas abajo desde la fuente a la desembocadura, son:
- río Moose
- río Robson
- arroyo Swiftcurrent
- río McLennan
- arroyo Tete
- arroyo Kiwa
- río Raush
- arroyo Castle
- río Holmes
- río Doré
- río Goat
- río Morkill
- río Torpy
- río Bowron (200 km y cuenca de 3550 km²)
- río McGregor  (180 km y cuenca de 5500 km²)
- río Willow (190 km y cuenca de 3110 km²)
- río Salmon (200 km y cuenca de 4230 km²)
- río Nechako  (516 km y cuenca de 47 100 km²)

- río Stuart (hasta la fuente del río Driftwood, 415 km y cuenca de 16 200 km²

- río West Road o río Blackwater (280 km y cuenca de 12 000 km²)
- río Cottonwood (62 km y cuenca de 2500 km²)
- río Quesnel (100 km y cuenca de 11 500 km²)
- río Williams Lake
- río Chilcotin (241 km y cuenca de 19 300 km²)
- arroyo Churn
- río Bridge (142 km y cuenca de 4660 km²)
- río Seton (30 km y cuenca de 1880 km²)
- río Stein
- río Thompson, con el Thompson Norte (489 km y cuenca de 56 000 km²)

- río Nicola (170 km y cuenca de 7180 km²)
- río Bonaparte (170 km y cuenca de 5050 km²)
- río Thompson Sur (332 km y cuenca de 17 800 km²)

- río Adams (177 km y cuenca de 2860 km²)

- río Clearwater (201 km y cuenca de 10 200 km²)

- río Nahatlatch
- río Anderson  (40 km y cuenca de 492 km²)
- arroyo Spuzzum
- arroyo Emory
- río Coquihalla (55 km)
- arroyo Ruby
- río Harrison (177 km, incluido el río Lillooet, y cuenca de 7870 km²)
- río Sumas (58 km)
- arroyo Norrish
- arroyo D'Herbomez
- río Stave (90 km y cuenca de 1150 km²)
- río Pitt (100 km y cuenca de 1650 km²)
- río Coquitlam (46 km y cuenca de 240 km²)
- río Brunette